# László Budai
László Budai [ˈla:slo: 'budɒ.i] (ur. 19 lipca 1928 w Budapeszcie, zm. 2 lipca 1983 tamże) – węgierski piłkarz, pomocnik i członek „złotej jedenastki” reprezentacji Węgier w latach 1950.

## Kariera klubowa
Podczas swojej kariery Budai zdobył 4 tytuły mistrza Węgier. Pierwsze mistrzostwo przyszło w 1949, gdy grał w Ferenvarosie, pomagali mu wówczas w tym tak świetni piłkarze jak Zoltán Czibor czy Sándor Kocsis. Tego samego roku Węgry stały się krajem demokracji ludowej – socjalistycznym. Najlepsi piłkarze zostali przeniesieni do wojskowego Honvedu. W tym klubie zdobył pozostałe 3 tytuły mistrzowskie oraz pomógł klubowi wygrać Puchar Mitropa.

## Kariera reprezentacyjna
Laszlo w kadrze rozegrał 39 spotkań, strzelając 10 bramek. Debiut zanotował 2 maja 1949 roku, w meczu wygranym przez Madziarow 6:1 z Austrią w Mistrzostwach Centralnej Europy. Pomógł reprezentacyjnym kolegom w wygraniu igrzysk olimpijskich w 1952, które odbyły się w Helsinkach oraz Mistrzostw Centralnej Europy w 1953. Był częścią Złotej Jedenastki, która nieoczekiwanie poległa w finale mistrzostw świata 1954 w spotkaniu z Niemcami. Laszlo został także powołany na mistrzostwa świata 1958, gdzie rozegrał dwa mecze (wygrany 4:0 z Meksykiem i przegrany 2:1 z Walią).